# Schelmenholzbächle
Das Schelmenholzbächle ist ein Klingenbach im Gebiet der Stadt Winnenden im baden-württembergischen Rems-Murr-Kreis. Nach etwas über 2 km langem Lauf nach insgesamt Nordosten mündet er gegenüber dem Sportgelände am Südrand der Innenstadt von links in den oberen Zipfelbach.

## Geographie

### Verlauf
Das Schelmenholzbächle entsteht etwa 0,6 km nordöstlich des Hochplateaus auf dem Korber Kopf und etwa 0,8 km südöstlich entfernt vom Bebauungsrand des Winnender Wohnbezirks Schelmenholz im Waldgebiet Schelmenholz. Der Bach beginnt seinen Lauf in einem anfangs nordwärts laufenden Klingenriss auf etwa 364 m ü. NHN.
Der in seiner sich bald auf nordöstlichen Verlauf wendenden Talkerbe unter Laubholz am Hang nur episodisch wasserführende  Bach ist steil eingeschnitten, teils windet er sich in kleinen Mäandern, er ist allenfalls einen Meter breit. Er nimmt einige Seitenklingen von bis über 300 Metern Länge auf.
Nach etwa der Hälfte seines Weges tritt der Bach in die Ortsflur von Schelmenholz ein, wo er größtenteils verdolt und zuletzt westwärts verläuft. In der weiten und flachen Talaue läuft er zunächst weiter unterhalb von Feld und Wiese und unterquert dabei die Südwestschlinge der L 1040. Dann folgt er als unscheinbarer Seitengraben einem Feldweg und fließt bald auf 280 m ü. NHN von links in den oberen Zipfelbach ein.
Der Schelmenholzbächle mündet nach etwa 2,2 km langem Lauf mit mittlerem Sohlgefälle von etwa 38 ‰ rund 84 Höhenmeter unterhalb seines Ursprungs.

### Einzugsgebiet
Das Einzugsgebiet des Schelmenholzbächles ist 1,3 km² groß, naturräumlich gehört die obere Hälfte zum Unterraum Berglen von Schurwald und Welzheimer Wald und die untere zur Äußeren Backnanger Bucht, einem Unterraum des Neckarbeckens. Der höchste Punkt liegt auf dem 456,7 m ü. NHN erreichenden Hochplateau des Korber Kopfes.
Dort oben gehören etwa 6 ha Wald zur Gemeinde Korb, das ganze übrige Einzugsgebiet dagegen zur Stadt Winnenden, mit darin etwa zur Hälfte dem Wald Schelmenholz am Hang und dem größeren Teil des Wohnbezirks Schelmenholz ab dem Hangfuß. Unbebautes offenes Gelände gibt es nur wenig in der flachen Aue des Zipfelbachs vom Ostrand von Schelmenholz bis zu dessen Lauf.
Reihum grenzen die Einzugsgebiete der folgenden Nachbargewässer an:
- Jenseits der nordwestlichen und nördlichen Wasserscheide liegt abwärtiges Einzugsgebiet des Zipfelbachs, dem dort von dieser her allenfalls unbedeutende Gewässer zufließen;
- im Südosten strebt der Bach aus der Koppelesklinge in selber Richtung wie der Schelmenholzbächle und etwas weiter aufwärts zum Zipfelbach;
- jenseits eines nur kurzen südlichen Scheidenabschnitts liegt das Quellgebiet des noch höheren Zipfelbach-Zuflusses Trombach;
- im Südwesten hinter dem Sporn vom Korber Kopf zum Plattenberg fließt der Erbach zur Rems, die oberhalb des Zipfelbachs ebenfalls in den Neckar mündet.

## Geologie
Die höchste triassische Schicht im Einzugsgebiet ist der Schilfsandstein (Stuttgart-Formation), der die Hochfläche des Korber Kopfs bedeckt sowie deren Vorsprünge, rechtsseits des Bachs auf den Ort Schelmenhölzle zu, linksseits zum Plattenberg hin. Der Bach selbst entsteht in einem Klingenriss in den darunterliegenden Gipskeuper (Grabfeld-Formation), in dessen Schichthöhe der Bach auch mündet.
Jedoch ist der Gipskeuper vielerorts durch jüngeres quartäres Sediment überdeckt, mit Lösssediment und lössführenden Fließerdes im Kerbtal, mit Löss am flacheren Hang des Zipfelbachtals und zuletzt mit einsetzendem holozänem Schwemmland neben dem Zipfelbach in seinem Austrittstrichter aus dem  Keuperbergland.

## Natur und Schutzgebiete
Das Hochplateau auf dem Korber Kopf und der Bergrücken rechtsseits der Klinge liegen im Landschaftsschutzgebiet Zipfelbachtal, Korber Kopf, Buocher Höhe, Remstalhänge, Ramsbachtal und Grafenberg.

## Tourismus
Der mit den Buchstaben „RM“ und darunter einer blauen Welle markierte Rems-Murr-Wanderweg zieht am Korber Kopf vorbei etwa auf der rechten Wasserscheide ins Zipfelbachtal hinab. Ein anderer Wanderweg zweigt zuoberst von ihm ab und läuft dann auf der linken Wasserscheide ein Stück weit in Richtung Plattenberg.

### LUBW
Amtliche Online-Gewässerkarte mit passendem Ausschnitt und den hier benutzten Layern: Lauf und Einzugsgebiet des Schelmenholzbächles

Allgemeiner Einstieg ohne Voreinstellungen und Layer: Daten- und Kartendienst der Landesanstalt für Umwelt Baden-Württemberg (LUBW) (Hinweise)
1. 1 2  Höhe nach dem Höhenlinienbild auf dem Hintergrundlayer Topographische Karte.
2. ↑  Länge nach dem Layer Gewässernetz (AWGN).
3. ↑  Einzugsgebiet nach dem Layer Basiseinzugsgebiet (AWGN).
4. ↑  Länge abgemessen auf dem Hintergrundlayer Topographische Karte.
5. ↑  Natur teilweise nach dem Layer Geschützte Biotope.
6. ↑  Höhe nach schwarzer Beschriftung auf dem Hintergrundlayer Topographische Karte.
7. ↑  Schutzgebiet nach dem einschlägigen Layer.

### Andere Belege
1. ↑  Abfluss-BW - Daten und Karten
2. ↑  Hansjörg Dongus: Geographische Landesaufnahme: Die naturräumlichen Einheiten auf Blatt 171 Göppingen. Bundesanstalt für Landeskunde, Bad Godesberg 1961. → Online-Karte (PDF; 4,3 MB)
3. ↑  Geologie nach den Layern zu Geologische Karte 1:50.000 auf: Mapserver des Landesamtes für Geologie, Rohstoffe und Bergbau (LGRB) (Hinweise)